# 두암초등학교
두암초등학교는 대한민국 광주광역시 북구에 있는 초등학교다.

## 학교 연혁
- 1986. 03. 03 개교
- 1990. 10. 24 시지정 과학교육시범학교 운영보고
- 1992. 10. 23 시지정 교과전담제 시범학교 운영보고
- 1993. 10. 26 교단 선진화 시범학교 운영보
- 1995. 10. 25 시지정 문화예술교육시범 운영보고
- 1998. 06. 30 시지정 방과후교육활동 보고
- 2003. 10. 01 시지정 통계교육시범 운영보고
- 2007. 01. 22 학교평가 우수학교 선정
- 2009. 10. 08 육상연구시범학교 보고회(2/2)
- 2009. 12. 16 환경대상선정
- 2009. 12. 24 학교평가우수학교 선정
- 2009. 12. 29 아름다운 학교 인증
- 2009. 12. 29 기초학력우수학교 선정
- 2010. 07. 13 영어(회화) 전용교실 신설
- 2011. 01. 28 방송실 외 3실 확장 공사 및 공사18건
- 2012. 02. 10 도서관 리모델링 외 공사 9건
- 2013. 09. 01 제11대 김미자 교장 부임
- 2014. 01. 20 스마트기기(애플아이패드 13대) 구입
- 2014. 02. 18 제28회 졸업(졸업생 157명, 총 졸업생 7528명)
- 2014. 06. 30 교실환경개선(작품판, 사물함, 신발장, 운동장 파고라 교체, 돌봄2실 마련)
- 2014. 10. 14 교육부요청 인성교육 공개보고회
- 2014. 11. 14 대한민국 창의인성한마당 참가
- 2014. 11. 18 광주 연구학교 박람회 참가
- 2014. 12. 27 본, 후관 연결통로 구축
- 2015. 02. 13 제29회 졸업(졸업생 130명, 총 졸업생 7658명)